# Curdo Bank
Curdo Bank – ławica (bank) w kanadyjskiej prowincji Nowa Szkocja, w hrabstwie Cape Breton, na Oceanie Atlantyckim (45°53′35″N, 59°35′53″W); nazwa urzędowo zatwierdzona 28 kwietnia 1938.